# Karl Ludwig Droysen

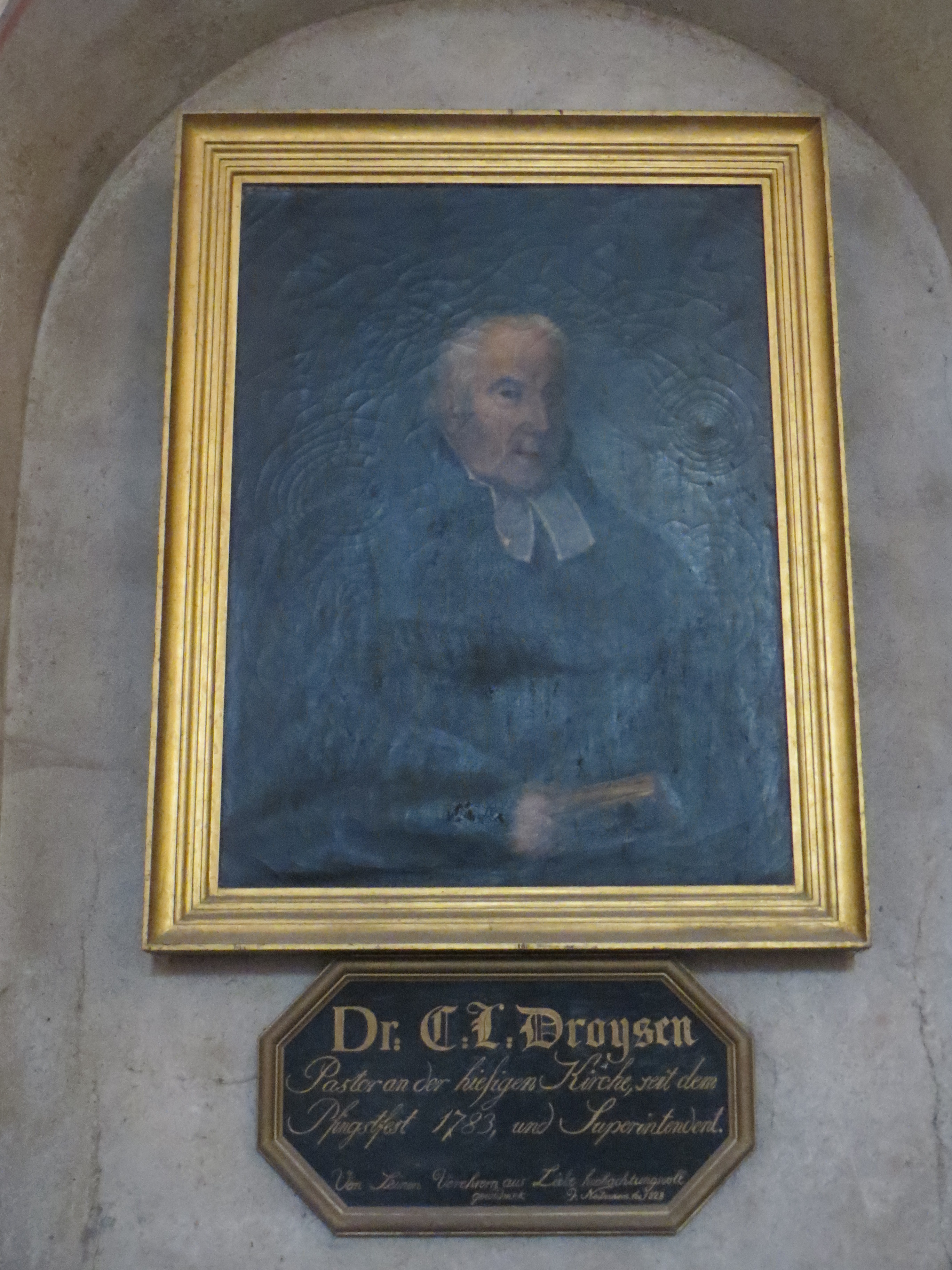
Carl Ludwig Droysen, Gedächtnisbild in der St.-Marien-Kirche (Bergen)

Karl Ludwig Droysen, auch Carl Ludwig Droysen (* 18. Juli 1756 in Grimmen; † 20. Januar 1831 in Bergen auf Rügen) war ein deutscher evangelisch-lutherischer Theologe und Schriftsteller.

## Leben
Karl Ludwig Droysen war der Sohn des Grimmer Bürgermeisters Karl Abraham Droysen (1730–1763). Nach dem Tod des Vaters sorgte die Mutter allein für ihn und seine zwei Geschwister. Trotz geringen Vermögens gelang es ihr, Karl Ludwig nach dem Besuch der Stadtschule 1769 auf das Gymnasium in Stralsund zu schicken. Dort unterstützte ihn sein Onkel Friedrich Bernhard Droysen, der Pastor in Altefähr war, in dem er für ihn unter anderem Freitische (kostenlose Verpflegung) organisierte.

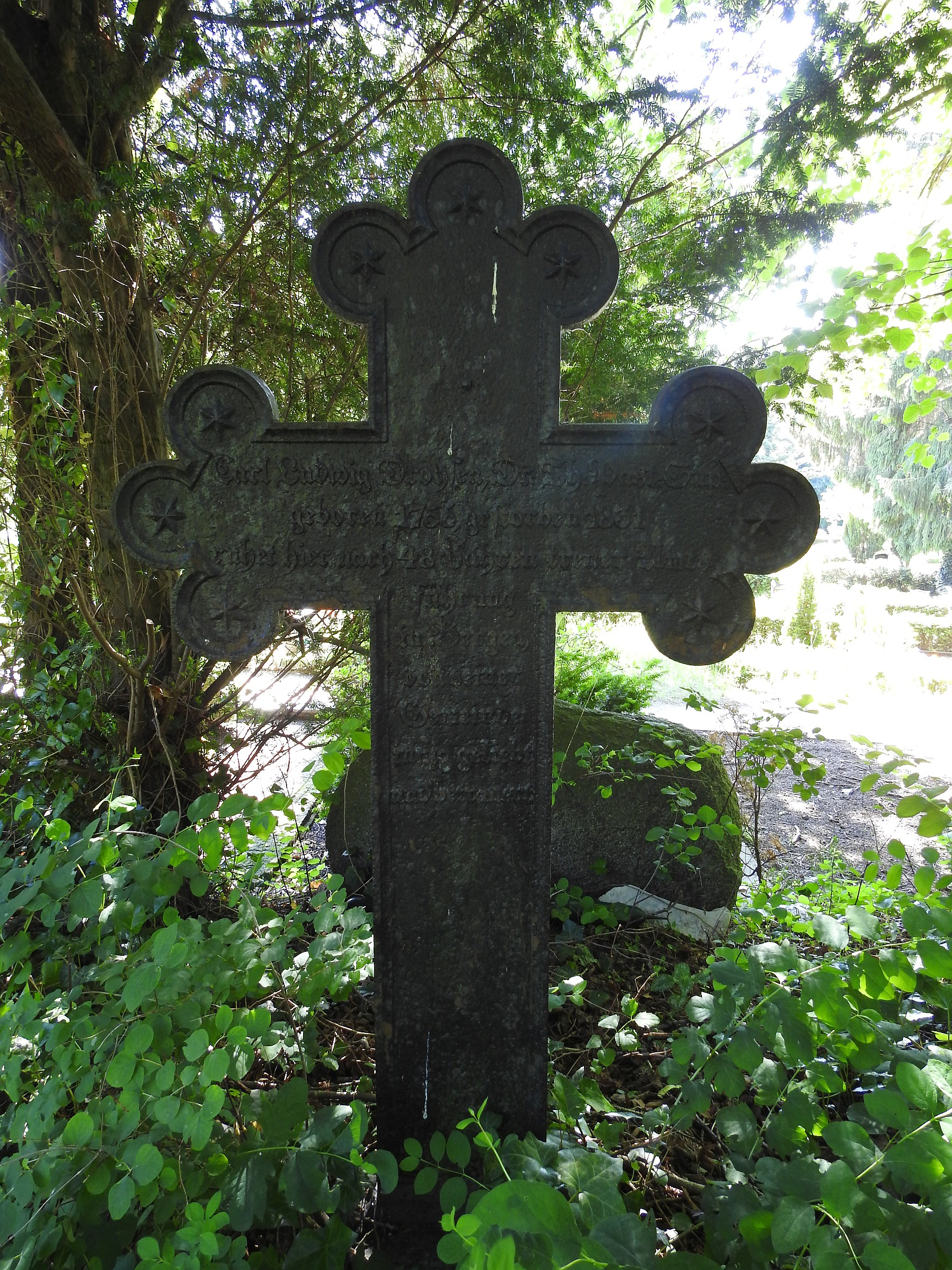
Droysens Grabkreuz auf dem Alten Friedhof in Bergen

1774 immatrikulierte er sich an der Universität Greifswald. Seinen Unterhalt bestritt er über das Droysensche und das Wakenitzsche Stipendium, ein Legat von 100 Talern eines Grimmer Bürgers sowie akademische Freitische. Nachdem er bis 1778 Philosophie und Theologie studiert hatte, ging er für zwei Jahre als Hauslehrer zu seinem Onkel nach Altefähr. Von 1780 bis 1781 studierte er an der Universität Halle. Dort hörte er bevorzugt Exegetica und Practica. Nach seiner Rückkehr nach Schwedisch-Pommern nahm er für zwei Jahre eine Stelle als Hauslehrer beim Präpositus Hermann Andreas Pistorius in Poseritz. Dort wurde er mit dem Präpositus Michael Nestius aus Bergen auf Rügen bekannt, der ihm das Diakonat an der St.-Marien-Kirche antrug. Nach einem Examen in Greifswald sowie auf Empfehlung von Nestius und des Landvogts Carl Gustav von Wolffradt wurde er 1783 mit königlich-schwedischer Vollmacht in sein Amt eingeführt. Nach dem Tod von Nestius 1794 übernahm er dessen Präpositur, die ab 1806 als Propstei und nach dem Übergang an Preußen ab 1818 als Superintendentur bezeichnet wurde. In Anerkennung der von ihm veröffentlichten theologischen und pädagogischen Schriften wurde er 1817 von der Universität Greifswald zum Doktor der Theologie promoviert. Er starb 1831 im 48. Amtsjahr und wurde unter großer Anteilnahme der Bevölkerung beigesetzt. Sein Grab auf dem Alten Friedhof in Bergen auf Rügen ist bis heute erhalten.

## Familie
Karl Ludwig Droysen war mit der zweiten Tochter des Michael Nestius verheiratet. Von drei Söhnen starben zwei an den Pocken. Den Vater überlebten die unverheiratete Tochter Gottlieb Luise Maria Droysen (* 1798) und der Sohn Karl Friedrich Droysen (* 1790), der ab 1818 Schulrektor in Bergen war. Im Haus von Karl Ludwig Droysen wuchs ab 1822 der spätere Physiologe Ernst Wilhelm von Brücke (1819–1892) auf, der nach dem Tod seiner Mutter als Halbwaise familiäre Aufnahme in Stralsund fand.

## Schriften (Auswahl)
- Ueber die Art, die Jugend in der christlichen Religion zu unterrichten. 3. Auflage, 3 Teile, Leipzig 1800–1805 (1. Auflage in den 1790er Jahren).
  - 2. Teil: Elementarbuch der christlichen Lehre für Anfänger. Leipzig 1800.
  - Wie kann und soll man jungen Leuten helfen, wahre Christen zu werden? Ein Anhang zu der Schrift: Über die beste Art die Jugend in der christlichen Religion zu unterrichten. Gräff, Leipzig 1802.
- Zergliederung des kleinen lutherischen und des Schlegelschen Katechismus. Stralsund 1806.
- Drei Jubelpredigten zum Andenken an Luther und die durch ihn begonnene Kirchenverbesserung. Greifswald 1818.